# 珠江控股
海南珠江控股股份有限公司 （深交所：000505）是中国深圳证券交易所的一家上市公司，主营业务范围为房地产业。
2011年，该公司主营业务收入为233145578.90元，公司净利润为-49478157.24元，公司总资产为1311949739.44元。